# Ломско шосе (станція метро)
Ломско шосе (укр. Ломське шосе) — станція другої лінії Софійського метрополітену, введено в експлуатацію 31 серпня 2012, Станція розташована над бульваром "Ломско шосе" між ж.к Обеля та ж.к. Връбница
Станція естакадного типу. З береговими платформами, завдовжки 105 м, Станція покрита прозорим полікарбонатом з синім відтінком. Зовнішні стіни платформ є вікна з краєвидом на парк і річку Какач. Підлога оздоблена керамогранітом бежевого і синього кольорів що перегукується з кольором даху.
Вестибюль розташований на першому підземному поверсі в центрі кільцевої дороги, сполучення вестибюля з платформами здійснюється двома групами по три ескалатори а також ліфтом для маломобільних громадян.

## Галерея

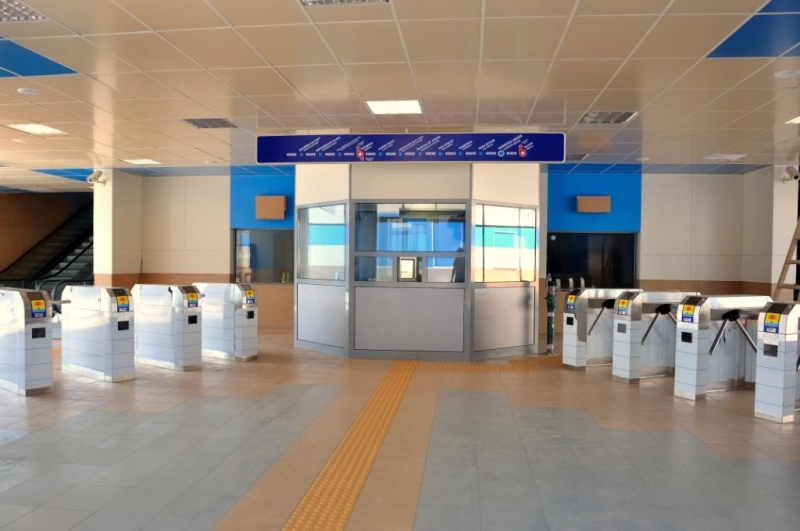
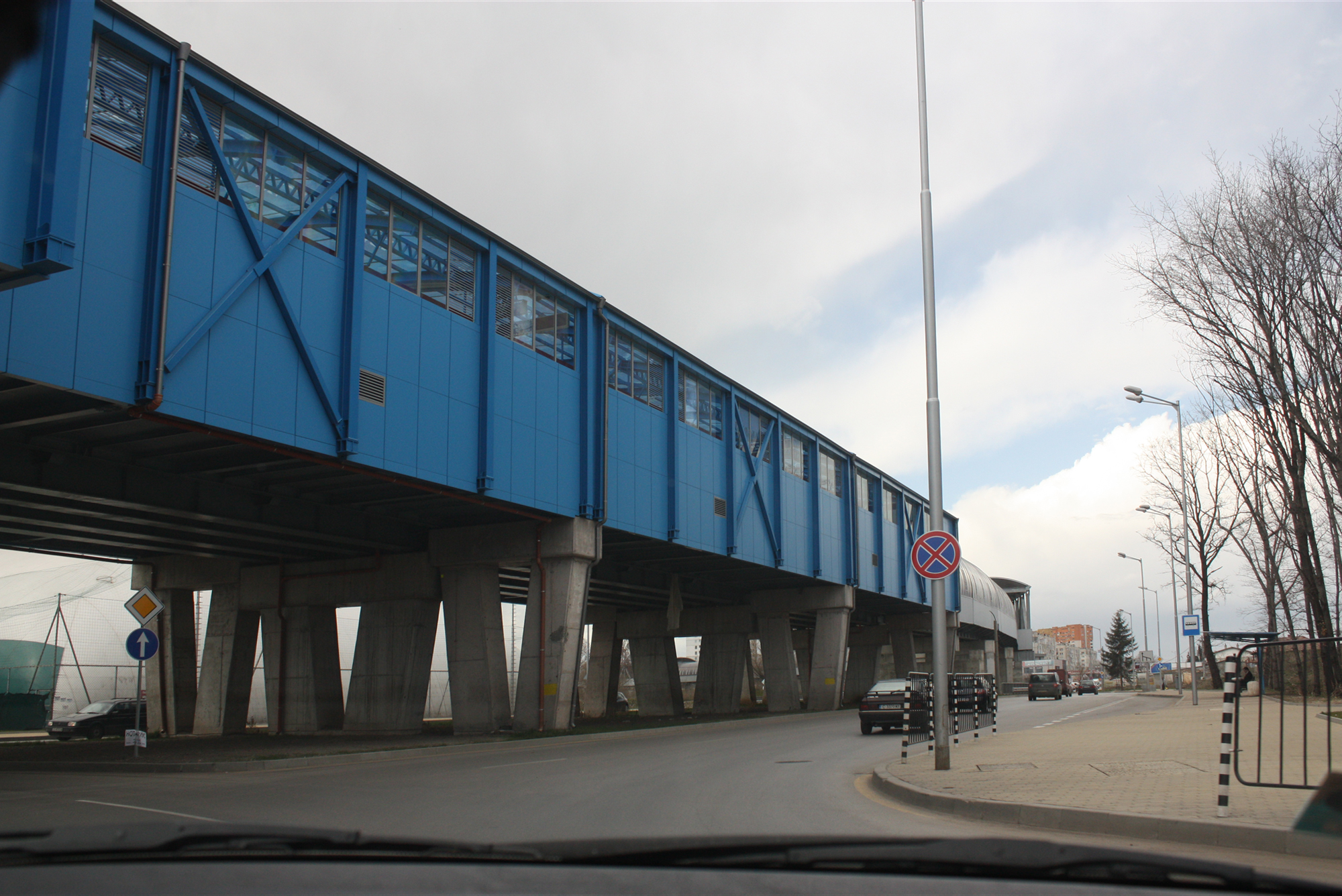
Lomsko shose Metro Station exterior

## Ресурси Інтернету
Вікісховище має мультимедійні дані за темою: Lomsko shose Metro Station
- Sofia Metropolitan [Архівовано 1 вересня 2016 у Wayback Machine.]